# Florent Brard
Florent Brard (ur. 7 lutego 1976 w Chambray-les-Tours) – francuski zawodowy kolarz szosowy.
W zawodowym peletonie zadebiutował w 1999 roku w barwach Festiny.
W 2001 w barwach Festiny odnosił sukcesy. Został mistrzem Francji w jeździe na czas, wygrał wyścigi klasyczne Paris-Bourges i GP-Cholet-Pays de la Loire, finałowy etap na Étoile de Bessèges i etap Tour de l’Avenir.
Sezon 2002 spędził w ekipie Crédit Agricole, ale bez większych sukcesów.
W 2004 roku już w barwach Chocolade Jacques wygrał ostatni etap Giro di Lucca
W 2005 roku w innej francuskiej drużynie Agritubel odniósł kilka sukcesów. Wygrał jednodniowe Paris-Troyes, Trophée Luc Leblanc i etap w Circuit de la Sarthe.
W 2006 roku odniósł swój największy sukces. Został mistrzem Francji w wyścigu ze startu wspólnego. Jeździł wtedy w barwach hiszpańskiego Caisse d’Epargne.
Jest żonaty z Nathalie i ma dwie córki.

## Najważniejsze zwycięstwa i sukcesy
- 2001 – mistrz Francji w jeździe na czas; zwycięstwo w Paris-Bourges; zwycięstwo w GP-Cholet-Pays de la Loire
- 2005 – zwycięstwo w Paris-Troyes; 7 w Paryż-Roubaix
- 2006 – mistrz Francji w wyścigu ze startu wspólnego